# Episparis malagas
Episparis malagas là một loài bướm đêm trong họ Erebidae.